# 南台 (みよし市)
南台（みなみだい）は、愛知県みよし市の地名。郵便番号は470-0216。

## 地理
愛知県みよし市の中の住宅街では軒数が多く、200軒以上の一軒家がある。
南台は最近建てられたものもあれば、古くから建てられているものもあるので、いつ正式に南台と言う地名が付けられたのかは不明である。しかし、2010年代に多く建てられている傾向がある。そもそも南台は2010年代を境に多く一軒家を建てられ出来たイメージがあるので、これから土地が増えるかは不明。
南台に建てられている一軒家のほとんどはトヨタホームである。

### 学区
- 小学校 - みよし市立天王小学校[WEB 7]
- 中学校 - みよし市立南中学校[WEB 7]

### 交通
- 国道153号（豊田西バイパス）

### 施設
- 南台1号公園
- 南台2号公園

## 歴史

### 人口の変遷
国勢調査による人口および世帯数の推移。
| 2015年（平成27年） | 118世帯 348人 |  |
| 2020年（令和2年）  | 181世帯 653人 |  |

### WEB
1. 1 2  総務省統計局 (2022年2月10日). “令和2年国勢調査の調査結果(e-Stat) - 男女別人口，外国人人口及び世帯数－町丁・字等” (CSV). 2023年8月2日閲覧。
2. ↑  “愛知県みよし市の町丁・字一覧”.   人口統計ラボ. 2024年3月26日閲覧。
3. 1 2  “読み仮名データの促音・拗音を小書きで表記するもの(zip形式) 愛知県” (zip).   日本郵便 (2024年2月29日). 2024年3月26日閲覧。
4. ↑  “市外局番の一覧” (PDF).   総務省 (2022年3月1日). 2022年3月22日閲覧。
5. ↑  “ナンバープレートについて”.   一般社団法人愛知県自動車会議所. 2024年1月21日閲覧。
6. ↑  “Google Maps” (日本語). Google Maps. 2024年12月28日閲覧。
7. 1 2  みよし市教育委員会 教育部 学校教育課（小中学校担当） (2024年12月24日). “みよし市立小中学校の学区”.   みよし市役所. 2025年8月7日閲覧。
8. ↑  総務省統計局 (2017年1月27日). “平成27年国勢調査の調査結果(e-Stat) - 男女別人口及び世帯数 －町丁・字等” (CSV). 2021年7月21日閲覧。